# 組織論
組織論（そしきろん）は、社会科学上の組織を研究する学問。組織科学ともいう。
組織論は社会学、政治学、心理学、経営学などによる学際的な研究である。組織運営のあり方に関する論はプラトンの『国家』をはじめ古代からみられたが、現代的な組織論は、20世紀の初期、軍隊や工場のような組織が巨大化するにつれて関心が強まり本格的に研究されるようになった。
マックス・ヴェーバーは合理的な組織にみられる特質を官僚制であると指摘した。近代官僚制は、権限範囲の明確化、組織の階層化、組織の専門化、文書によるコミュニケーションなどを特徴とし、優れた機械のような技術的卓越性があると考えられた。同じころフレデリック・テイラーは、工場労働者を機械の一部のようにとらえて管理する科学的管理法を提唱し、大量生産体制の確立に貢献し労働コストの削減に成功した。
だが科学的管理法のもとで労働者が強いられる単純作業は過酷なものであった。エルトン・メイヨーは1927年からの5年間にホーソン実験と呼ばれる実地調査を行い、労働者の勤労意欲の維持が組織活性化に不可欠であることを明らかにする。この流れを受けたチェスター・バーナードは、組織の成立には、個人の努力を組織目的に寄与する意志「協働意志」と、目的なしに組織は生まれないから「共通の目的」、さらに組織の諸要素を結合する「コミュニケーション」の3つの要素が必要であると論じた。
近年の組織論では、組織は外的・内的な混乱や緊張に絶えず直面しており、それを解決するための新しい考え方や行動様式を選択し採用していくことで創造的に進化していると捉えられている。例えば、カイゼンを大きな特徴とする日本企業は、労働者を機械の一部ではなく問題解決者と位置づけ、生産現場におけるボトムアップ型の小集団活動を行うことで行動様式を継続的に革新し、生産性向上を達成している。野中郁次郎はこのような組織のあり方をナレッジマネジメントと呼んでいる。